# La Fortuna (Costa Rica)
 (mars 2025).
Pour les articles homonymes, voir La Fortuna.
La Fortuna (« La Fortune ») est une localité du Costa Rica, située dans le canton de San Carlos (province d'Alajuela).
La beauté attrayante du paysage du district, ses forêts, la grande variété d’activités touristiques telles que l'exploration de la canopée, l’observation des oiseaux, la pêche sportive, le rafting, la randonnée, les thermes, et en particulier la proximité du volcan Arenal, en font l'une des destinations touristiques les plus importantes du Costa Rica.

## Lieux et monuments
L'église catholique San Juan Bosco de La Fortuna se dresse au-dessus de beaux jardins. Elle a été consacrée le 28 janvier 1994, comme l'indique la plaque commémorative.

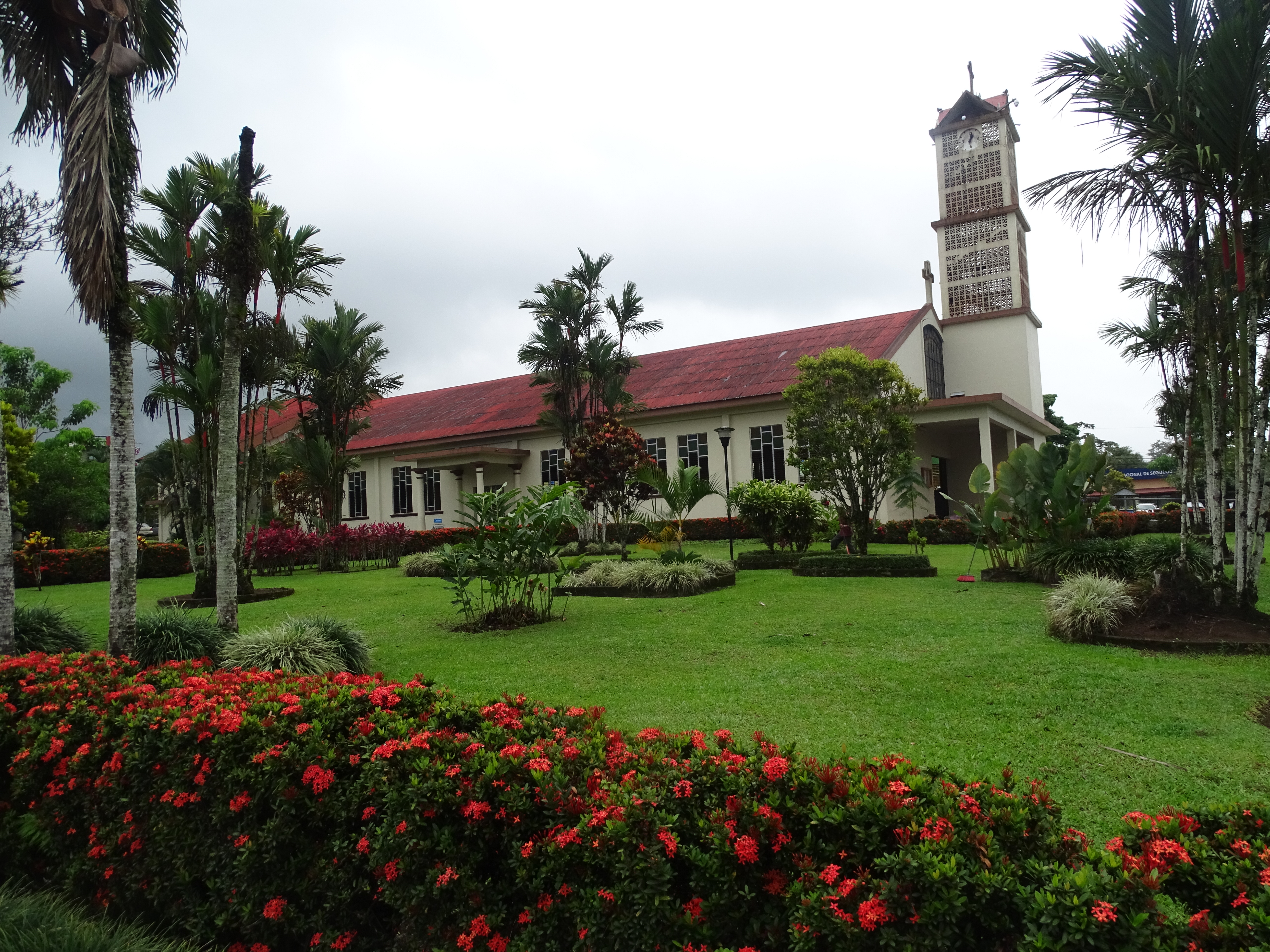
Eglise catholique de San Juan Bosco.
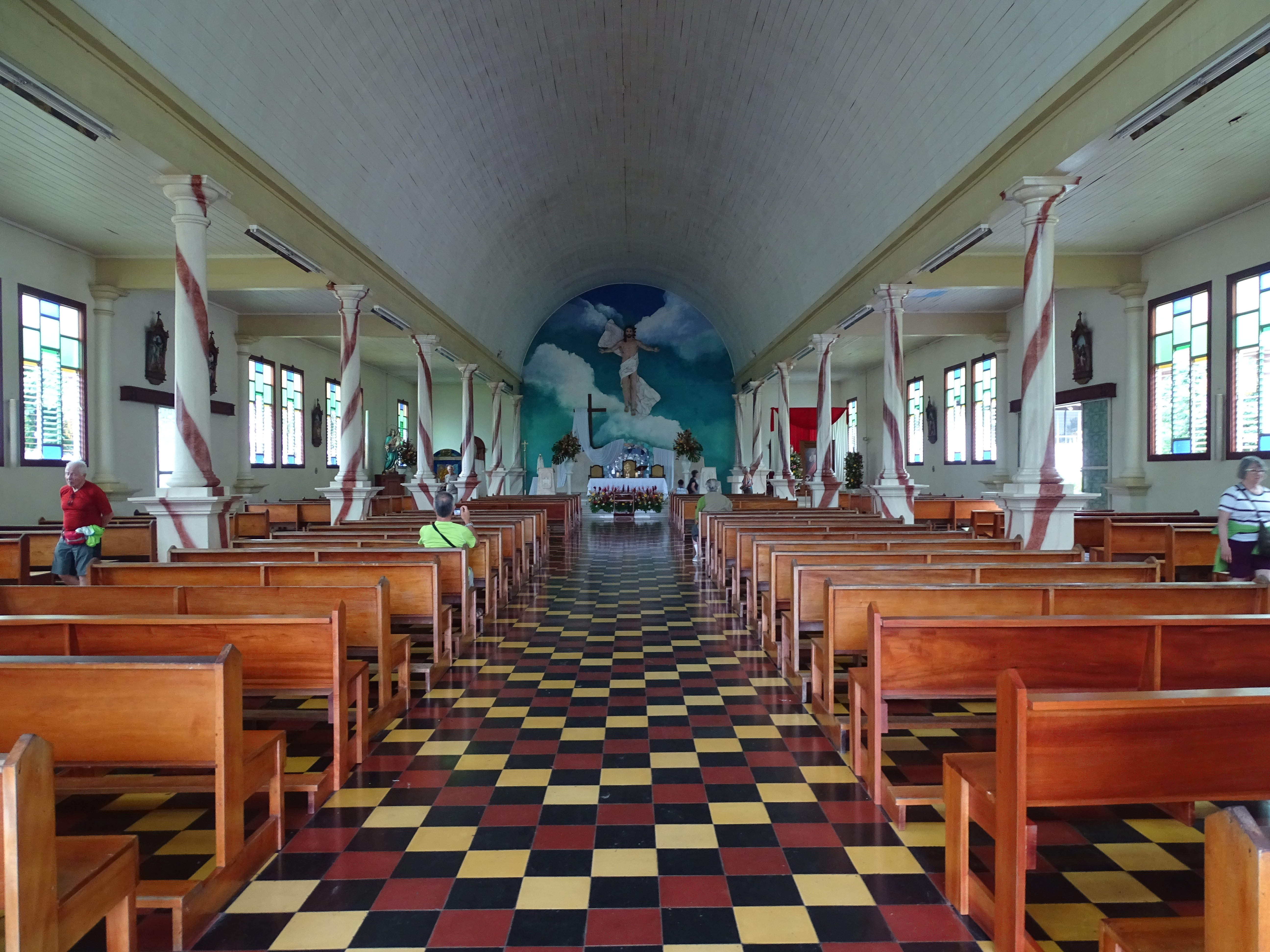
Intérieur de San Juan Bosco.
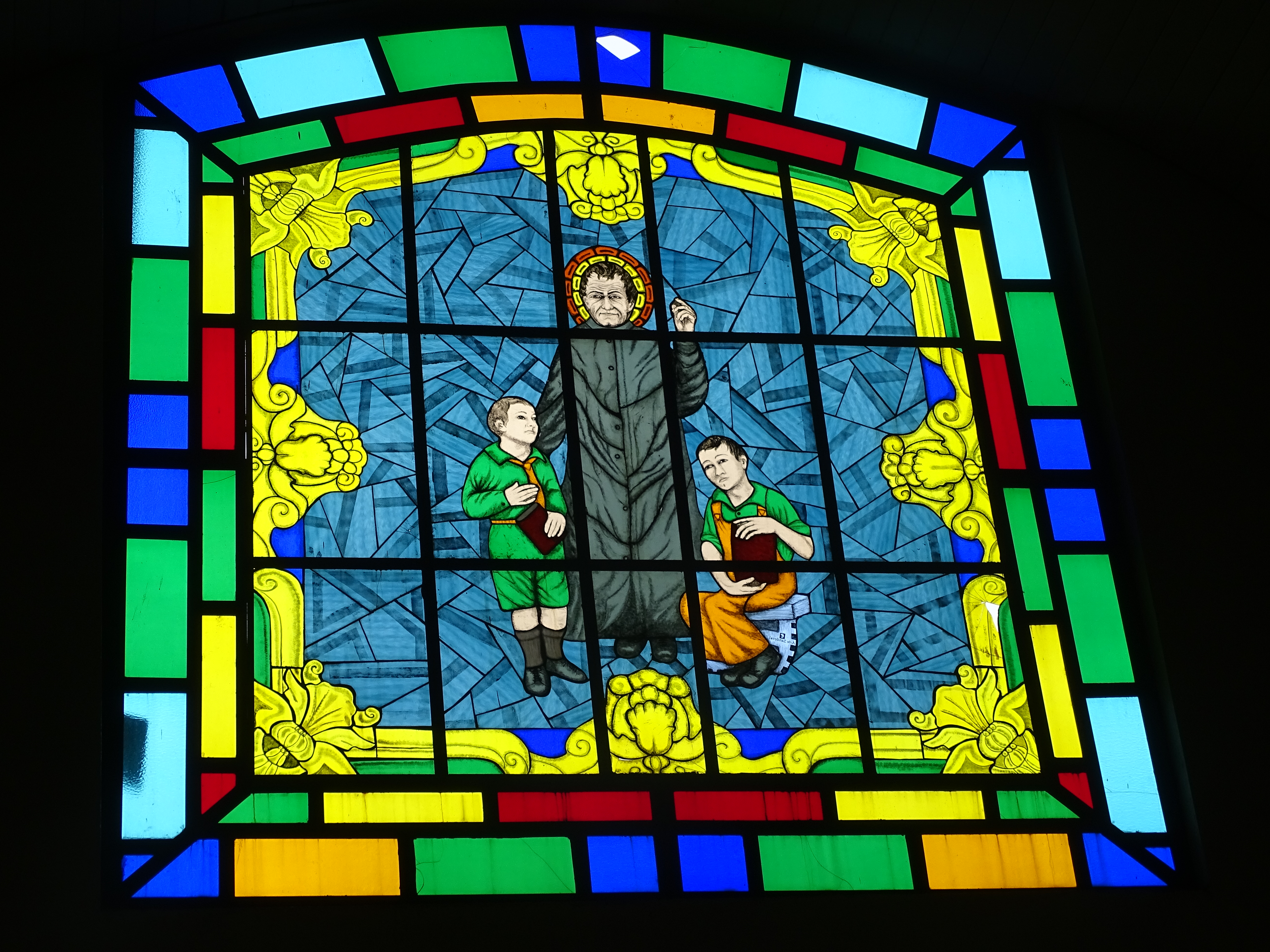
Vitrail représentant le saint.
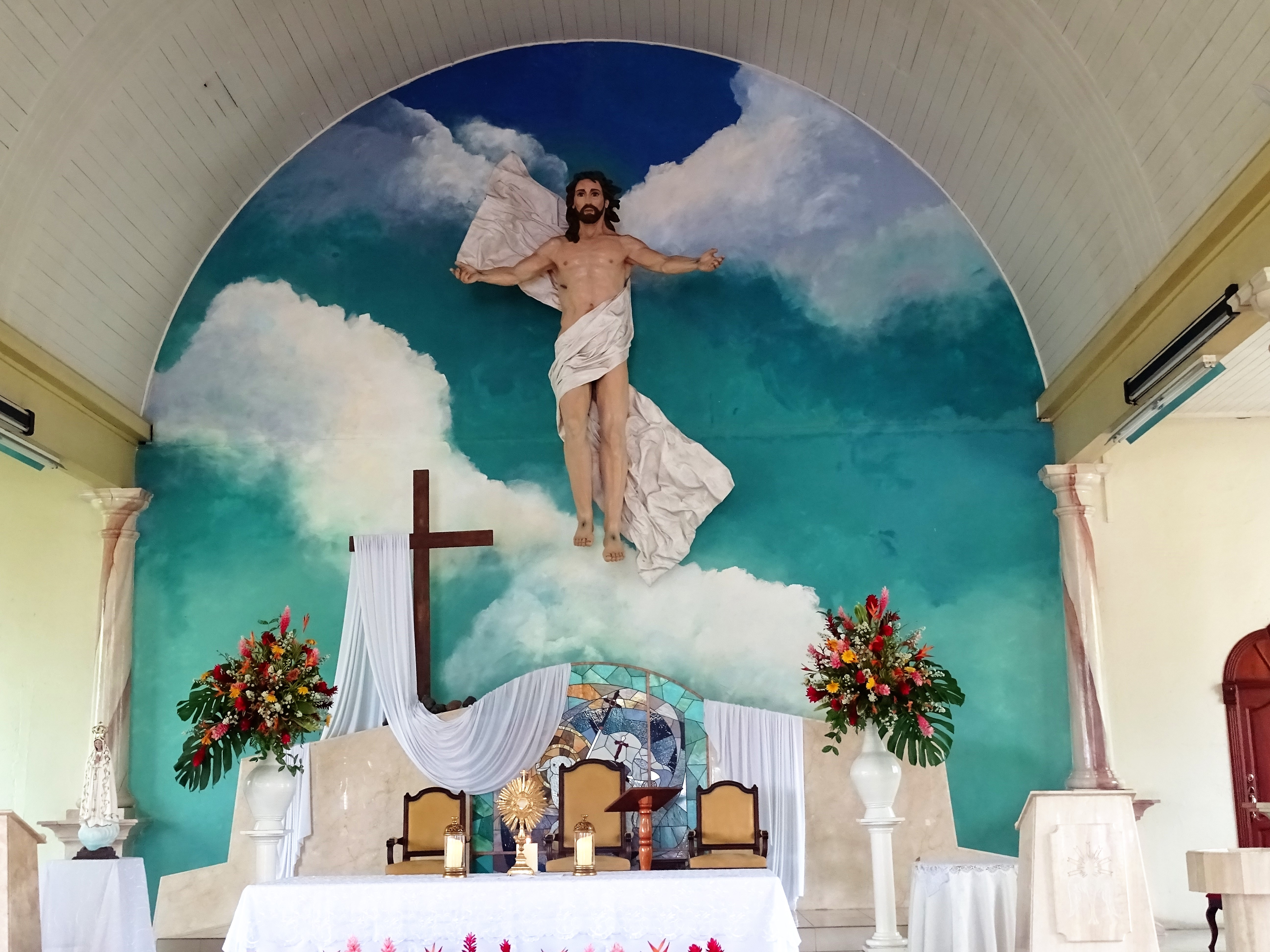
Le Christ de San Juan Bosco.